# Marcelo Cruz Utreras
Marcelo Cruz Utreras (Quito, 3 de junio de 1943) es un neurólogo y político ecuatoriano.

## Formación académica
Marcelo Cruz se graduó de médico en la Universidad Central del Ecuador en 1969. Posteriormente viajó a Boston, Estados Unidos para realizar su especialización como neurólogo en los hospitales afiliados a la Universidad de Boston. En 1976 se diplomó como neurólogo después de realizar los respectivos exámenes escritos y prácticos bajo la supervisión del Board Americano de Psiquiatría y Neurología.

## Labor asistencial
En 1974 fundó el primer servicio de Neurología del Ecuador en el Hospital Carlos Andrade Marín de Quito. Luego pasó a trabajar con el equipo de investigación de la Escuela Politécnica Nacional y formó parte de los científicos que impulsaron la ley de yodización obligatoria de la sal para combatir el bocio y el cretinismo endémicos.
En 1980 trabajó con el departamento de Neuroepidemiología de los Institutos Nacionales de Salud de los Estados Unidos, que, con los auspicios de la Organización Mundial de la Salud, realizó el primer estudio neuroepidemiológico en Latinoamérica. 

## Labor de investigación
Las investigaciones de Cruz pusieron de manifiesto que los trastornos neurológicos eran más prevalentes en países en desarrollo que en países industrializados. Específicamente, en Ecuador, la epilepsia era de 3-4 veces más frecuente que en Norteamérica o Europa. Con el respaldo de los Centros de Control de Enfermedades de Atlanta, Georgia, EE. UU., Cruz dirigió a un equipo de investigación que comprobó que la causa de esta alta prevalencia de epilepsia era la invasión al cerebro de la larva de la tenia del cerdo, la T. solium.

### Importante disminución de  la cisticercosis cerebral en Ecuador
Con las contribuciones de Cruz el Ministerio de Salud Pública del Ecuador emprendió entre 1988 y 1992 una campaña nacional antiparasitaria y de educación para la salud que, 20 años más tarde, se ha comprobado que prácticamente  ha controlado la cisticercosis cerebral en este país, un grave problema de salud pública en los años 80.

## Actividad política
En 1984 acompañó al socialdemócrata Hugo Caicedo en su campaña a la presidencia del Ecuador.  En 1996, llegó al Ministerio de Salud bajo el gobierno de Abdalá Bucaram, como parte de la cuota política de Rosalía Arteaga (Vicepresidenta). Fue aspirante del Partido Renovador Institucional Acción Nacional (Prian)a la vicepresidencia del gobierno de Ecuador en la candidatura de Álvaro Noboa en 2002, siendo derrotados en segunda vuelta por la candidatura de Lucio Gutiérrez. 
En septiembre de 2018 ha sido  propuesto para cónsul de Ecuador en España

## Honores y distinciones
En 1998 fue nombrado Miembro de Honor de la Academia Americana de Neurología. 
en el año 2004 por su trayectoria científica basada en estudios a nivel comunitario  recibió  la Condecoración  Vicente Rocafuerte al Mérito Científico del Congreso Nacional  
En 2008 recibió la condecoración General Rumiñahui del Consejo Provincial de Pichincha.
En 2017 fue nominado Miembro Correspondiente de la Academia Ecuatoriana de Medicina.
En 2018 recibió  el Premio Nacional Eugenio Espejo,  la más alta condecoración científica que otorga la República del Ecuador.